# EasyPeasy
Az EasyPeasy (Ubuntu Eee) egy nyílt forráskódú Linux-disztribúció, amely netbookokhoz, gyengébb gépekhez készült. Debianra és Ubuntura épült, és hozzáférése van a webalkalmazásokhoz. Jon Ramvi indította a fejlesztését 2007 decemberében.

## Történelem
Az Ubuntu Eee-t 2007 decemberében Jon Ramvi indította el. Abban az időben csak néhány kézirat volt, amely módosította az Ubuntu telepítését az Asus Eee PC-k támogatására. 2008 júniusában a projektet feloszlatták, és az Ubuntu Eee 8.04 önálló disztribúcióként jelent meg, amely az Ubuntu 8.04-es verzióján alapul, és EeePC támogatással van telepítve. Szeptember 5-én követte a 8.04.1 verzió. Új rendszermagot használt, új felhasználói felületet és Flash 10-et kapott.
Az EasyPeasy 2009 januárjában lett átnevezve, és több mint egymillió alkalommal töltötték le a fő tükörről.

### Védjegykérdések
2008. szeptember 10-én a Canonical e-mailben értesítette Jon Ramvi-t arról, hogy a Canonical nevének, URL-jének és logóinak használata a Canonical védjegyeit az Ubuntu Eee eredeti nevében sérti. Válaszul a projekt tulajdonosai bejelentették, hogy felveszik az EasyPeasy nevet. Az új név alatt az 1.0-s verzió 2009. január 1-jén jelent meg.

## Verziótörténet
| Kiadás              | Kiadás dátuma |
| ------------------- | ------------- |
| Ubuntu Eee 8.04     | 2008-06-16    |
| EasyPeasy 1.0       | 2009-01-01    |
| EasyPeasy 1.1       | 2009-04-20    |
| EasyPeasy 1.5       | 2009-09-08    |
| EasyPeasy 1.6       | 2010-05-03    |
| EasyPeasy 2.0 alpha | 2012-03-05    |

## Fordítás
- Ez a szócikk részben vagy egészben  az   EasyPeasy című angol Wikipédia-szócikk ezen változatának fordításán alapul.  Az eredeti cikk szerkesztőit annak laptörténete sorolja fel. Ez a jelzés csupán a megfogalmazás eredetét és a szerzői jogokat jelzi, nem szolgál a cikkben szereplő információk forrásmegjelöléseként.